# Habu (Botswana)
Habu é uma vila localizada no Distrito do Noroeste em Botswana. Possuía, em 2011, uma população estimada de 533 habitantes.